# Craspedacusta
Craspedacusta Lankester, 1880 è un genere di idrozoi della famiglia Olindiidae.
Sono meduse d'acqua dolce, diffuse in Europa, che misurano pochi centimetri di diametro e sono di colore bianco-azzurro. Possiedono sottili tentacoli che non sono urticanti per l'uomo.

## Specie
- Craspedacusta brevinema He & Xu, 2002
- Craspedacusta chuxiongensis He, Xu & Nie, 2000
- Craspedacusta hangzhouensis He, 1980
- Craspedacusta iseana Oka & Hara, 1922
- Craspedacusta kuoi Shieh & Wang, 1959
- Craspedacusta sichuanensis He & Kou, 1984
- Craspedacusta sinensis Gaw & Kung, 1939
- Craspedacusta sowerbii Lankester, 1880
- Craspedacusta vovasi Naumov & Stepanjants, 1971
- Craspedacusta xinyangensis He, 1980
- Craspedacusta ziguinensis He & Xu, 1985